# Grafschaft Mâcon
Die ehemalige Grafschaft Mâcon lag im Süden der heutigen französischen Region Bourgogne-Franche-Comté (dt. Burgund-Freigrafschaft), zwischen der Grafschaft Charolais und der Saône. Sie ist der Kern des Weinbaugebietes Mâconnais. Die Grafschaft bestand wahrscheinlich schon zur Zeit der Merowinger, erste Grafen sind uns aber namentlich erst aus der späten Zeit der Karolinger bekannt. Eigene Grafen sind vom 9. Jahrhundert bis 1239 (Verkauf an die Krone Frankreichs) bekannt.

## Karolingische Grafen
Die in der folgenden Liste festzustellenden Überlappungen können auf Machtkämpfe beim Zusammenbruch des karolingischen Reiches zurückzuführen sein.
- Warinus, 835–853
- Isembardus, dessen Sohn,
- Humfried, Markgraf von Gothien, bis 863
- Odo († 870) Graf von Mâcon, Dijon und Autun
- Eccard († 876/7),858 missus im Senonais, 863 missus in der Markgrafschaft Chalon, 873 missus im Autunois und Mâconnais (Arnulfinger)
- 877–887: Boso von Vienne († 887), Bosoniden
- 884–886: Bernard Plantevelue († 886), Graf von Auvergne
- 886–918: Wilhelm I. der Fromme († 918), dessen Sohn, Graf von Auvergne und Herzog von Aquitanien
- 918–926: Wilhelm II. († 926), dessen Neffe, Graf von Auvergne und Herzog von Aquitanien
- 926–927: Acfred († 927), dessen Bruder, Graf von Auvergne und Herzog von Aquitanien
- …–952: Hugo der Schwarze, Herzog von Burgund

### Haus Mâcon
Die Grafen von Auvergne setzten in Mâcon Vizegrafen ein. Die Kämpfe um die Kontrolle Aquitaniens nach dem Tod Acfreds führten dazu, dass die Vizegrafen die Grafschaft übernahmen.
- Liétald, Vizegraf von Mâcon
- Raculf, Vizegraf von Mâcon, vielleicht naher Verwandter Liétalds
- Aubry I., † wohl 943, Vizegraf von Mâcon, nennt sich Graf von Mâcon, ⚭ Tolosana, Tochter Raculfs
- Liétald II., † 958/61, deren Sohn
- Aubry II., † wohl 982, dessen Sohn; ⚭ Ermentrude von Roucy (Haus Roucy), sie heiratete in zweiter Ehe Otto Wilhelm von Burgund, Graf von Mâcon als Nachfolger Aubrys (Stammliste des Hauses Burgund-Ivrea)

Vizegrafen von Mâcon in dieser Zeit waren:
- Mayeul (II.), † nach 949, wohl Bruder Aubrys I.
- Gauthier, † nach 961, dessen Sohn
- Aubry, wohl dessen Sohn

## Haus Burgund-Ivrea
- 982–1002: Otto Wilhelm (* 958, † 1026) Graf von Burgund, Sohn von Adalbert II. von Ivrea, Mitkönig von Italien und Gerberga, einer Tochter Liétalds II., ⚭ Ermentrude von Roucy, Witwe Aubrys II.
- 1002–1004: Guido I. († 1004), Graf von Mâcon, dessen Sohn
- 1004–1049: Otto II. († 1049), Graf von Mâcon, dessen Sohn, ⚭ Elisabeth von Vergy (Haus Vergy)
- 1049–1065: Gottfried († 1065), Graf von Mâcon, dessen Sohn, ⚭ Beatrix
- 1065–1078: Guido II. († 1109), Graf von Mâcon, dessen Sohn, 1078 geht er als Mönch in die Abtei Cluny und tritt Mâcon an seinen Vetter Wilhelm I. ab
- 1078–1082: Wilhelm I. (* 1020; † 1087), Graf von Burgund und Macon, dessen Vetter, Sohn von Rainald I. und Adelheid von Normandie, Enkel von Otto Wilhelm ⚭ Etiennette de Longwy

### Mâcon und Burgund
- 1082–1097: Rainald II. († 1097), Graf von Mâcon und Burgund, ältester Sohn Wilhelms I. ⚭ Regina von Oltingen
- 1106–1125: Wilhelm II. († 1125), Graf von Mâcon und Burgund, dessen Sohn.

### Mâcon und Vienne
- 1085–1102: Stephan I. Tollkopf (Etienne Tête Hardie) († 1102), Graf von Mâcon und Vienne, zweiter Sohn Wilhelms I. ⚭ Beatrix von Lothringen
- 1102–1148: Rainald III. († 1148), Graf von Mâcon und Burgund, ältester Sohn Stephans I. ⚭ Agathe von Elsass
- 1102–1155: Wilhelm III. († Sept. 1155), Graf von Mâcon, Auxonne und Vienne, zweiter Sohn Stephans I., ⚭ Poncette de Traves
- 1157–1184: Gerhard I. (* 1142 † 1184), Graf von Mâcon und Vienne, dessen Sohn, ⚭ Judith von Lothringen
- 1184–1224: Wilhelm IV. († 1224), Graf von Mâcon, Auxonne und Vienne, ältester Sohn Geralds I. ⚭ I Poncia de Beaujeu, ⚭ II Scholastika, Tochter des Heinrich I. Graf von Champagne.
- 1224–1224: Gerhard II. († 1224), Graf von Mâcon und Vienne, Sohn von Wilhelm IV.und Scholastika ⚭ Alix Guigonne, Tochter des Guigues III. von Forez
- 1224–1239: Alix († 1260), Gräfin von Mâcon und Vienne, deren Tochter ⚭ Johann von Dreux (* 1198; † 1239)

Nach dem Tod ihres Ehemanns verkauft Alix 1239 Mâcon an die französische Krone, Vienne 1240 an ihre Tante Beatrix. Nach Guillemaut war Beatrix eine Schwester von Alix, sie hatten auch noch einen Bruder, Guillaume, Erzbischof von Besançon. Beatrix heiratete 1235 Guillaume d’Antigny.